# Arsenal Ground
El Arsenal Ground es un estadio de usos múltiples ubicado en Alderney,  una de las Islas del Canal, y una dependencia de la Corona británica.  El estadio tiene capacidad para 1.500 espectadores y alberga los partidos de local de la selección de Alderney y del Alderney FC, equipo que juega en la Priaulx League, la mayor liga de fútbol de Guernsey.